# فیلیپ نپیخال
فیلیپ نپیخال (چکی: Filip Nepejchal؛ زادهٔ ۸ ژوئیهٔ ۱۹۹۹) تیرانداز اهل جمهوری چک است.